# Piscicide
Un piscicide est un produit ou une molécule (naturelle ou synthétique) qui tue les poissons.  
Les plus connus sont la roténone et l'antimycine.

## Usages
Des produits piscicides semblent avoir été utilisés depuis longtemps pour certaines techniques de pêche traditionnelle dite « Pêche au poison ». Même quand ils agissent in vitro à faible ou très faible dose, ils ne sont efficaces qu'à certaines conditions, notamment pour contrôler des espèces de poissons introduites et ils tuent aussi de espèces non-cibles.
Ce type d'usage est aujourd'hui interdit pour la pêche commerciale et de loisir, mais peut encore être pratiqué par des populations autochtones dans leur environnement naturel (dont amérindiennes en Guyane).
En tant que pesticides, en 1975 une trentaine de molécules piscicides avaient déjà été testées ou utilisées (généralement inefficacement) pour éliminer ou tenter d'éliminer une espèce dominante ou invasive (ex : Neogobius melanostomus) dans certains milieux aquatiques d'eau douce (bassins d'élevage, réservoirs), ou pour éliminer des poissons parasités. Les produits utilisés ou qui ont été autorisés sont notamment :
- la roténone[7],[8]
- des saponines[9],
- le TFM[9],
- le niclosamide[9]
- l'antimycine A (Fintrol)[9].

## Piscicides végétaux ou inspirés de molécules produites par des végétaux
De nombreuses plantes, alors dites ichtyotoxiques synthétisent pour se défendre de leurs prédateurs herbivores ou lignivores des molécules toxiques pour de nombreux animaux, dont les poissons.  
Plusieurs techniques traditionnelles de pêche ont consisté à utiliser des poisons piscicides extraits de plantes, diffusés dans l'eau, pour ensuite récupérer les poissons morts. Beaucoup de ces plantes sont des sources naturelles de roténone et de saponines, très toxiques pour les poissons. Parmi ces plantes figurent notamment celles qui sont classées dans les genres suivants :  
- Tephrosia
- Wikstroemia
- Barringtonia
- Maesa (Maesa ramentacea utilisé en Thaïlande[11])

Différentes classes de molécules chimiques (souvent également insecticides), provenant de divers phylums végétaux ont déjà été découvertes, dont :
- Ranuncoside VIII (présente chez Barringtonia asiatica)
- Roténone (Derris eliptica)
- Sacculatal (Pellia endiviifolia)
- Dryofragin (Dryopteris fragrans)
- Vibsanine A (Viburnum odoratissimum)
- 1-Alkyldaphnmane ortho-ester (Pimela ssp)
- Furanocoumarin
- 2-Hydroxy-5-méthoxy-3-undecyl-1,4-benzoquinone (Aegiceras corniculatum)
- Wutaiensal (Xanthoxylum wutaiense)
- Stérol acylglucoside (Edgeworthia chrysantha)[12].

Certaines des molécules piscicides (parfois très actives) sont aussi utilisées par des médecines traditionnelles ou pour faire du savon (ce qui peut poser problème s'il est utilisé en bordure de cours d'eau), dont par exemple en Angola.
Certains auteurs estiment qu'il est possible de produire des pesticides bio-inspirés ou d'origine végétale moins nocifs pour la nature (respectueux de l'environnement) que certaines molécules de synthèse, ces molécules naturelles étant susceptibles de mieux être biodégradées, ou photodécomposées.

## Toxicologie
Peu de données semblent disponibles concernant certains produits traditionnels. Les pesticides piscicides actuellement mis sur le marché ont dû faire l'objet de certaines études toxicologiques et écotoxicologiques.

## Écotoxicologie
Les effets de ces molécules sur les poissons adultes, leurs larves ou leurs œufs sont souvent directs et importants. Des effets secondaires peuvent être induits par la disparition des poissons, qui bouleverse éventuellement le réseau trophique. Divers auteurs ont estimé que des piscicides comme la roténone et l'antimycine ont peu d'effets directs sur les populations de mollusques et d'invertébrés aquatiques, alors que d'autres estiment que ces effets ne sont pas négligeables ; une revue d'études publiées du milieu du XXe siècle à 2010 montre que pour les suivis de moins de 3 mois, les effets sur les assemblages d'invertébrés varient de « mineurs » à « substantiels », mais qu'il n'existait alors pas d'évaluation ayant porté sur une durée de plus d'un an.
Résilience du milieu : le temps et les conditions de détoxication du milieu aquatique et du sédiment après utilisation de piscicides, dépend de divers facteurs (doses et molécules utilisées, température, éclairement, courant, etc.) ; ils sont encore mal connus.